# Anpachi
Anpachi (安八町?) è una cittadina giapponese della prefettura di Gifu.